# Antonina Pustovit
Antonina Pustovit, ukrajinska veslačica, * 16. oktober 1955, 
Pustovitova je za Sovjetsko zvezo na Poletnih olimpijskih igrah 1980 v Moskvi v četvercu s krmarjem osvojila srebrno medaljo.